# 維吉尼亞 (倫皮拉省)

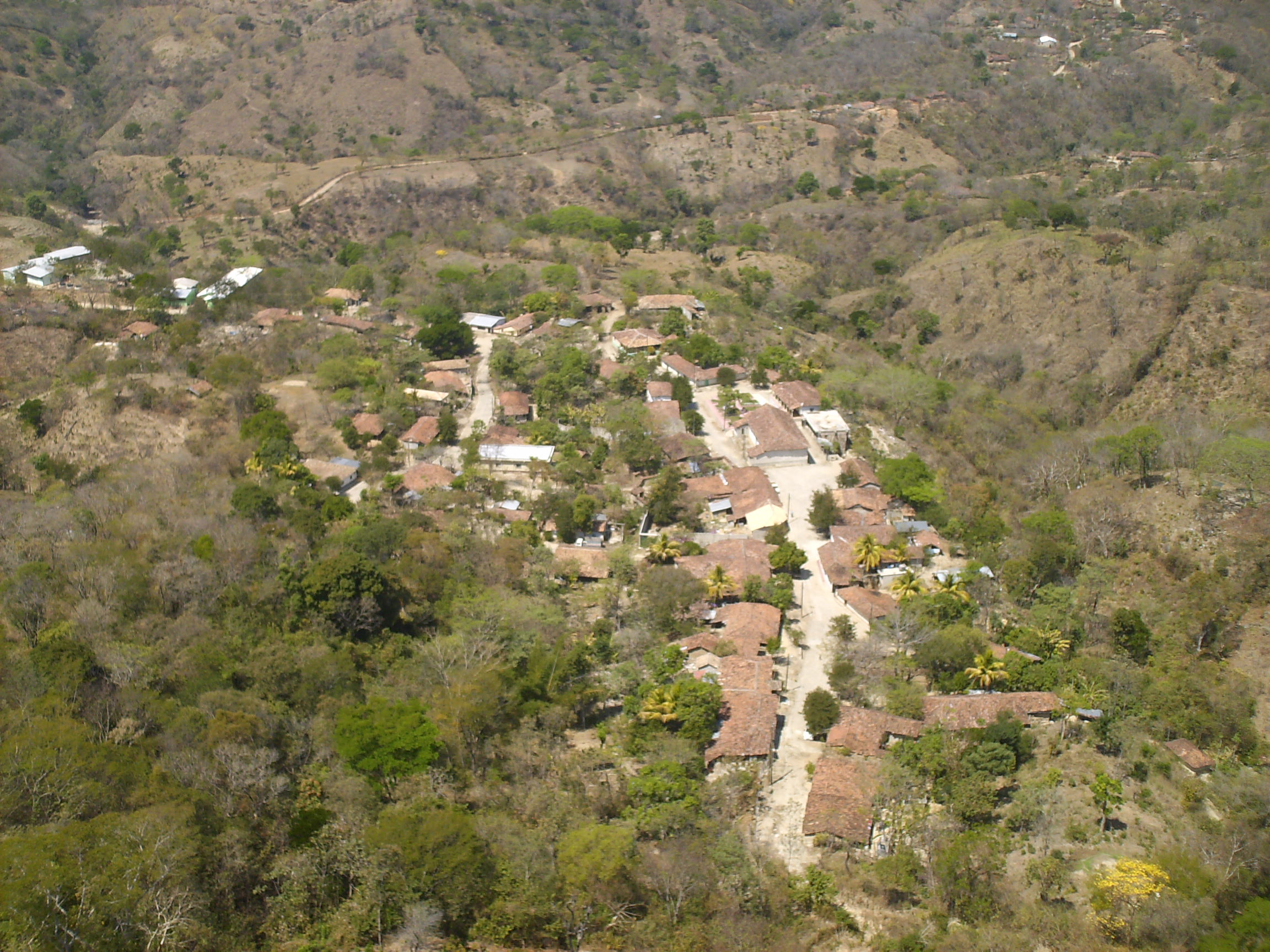

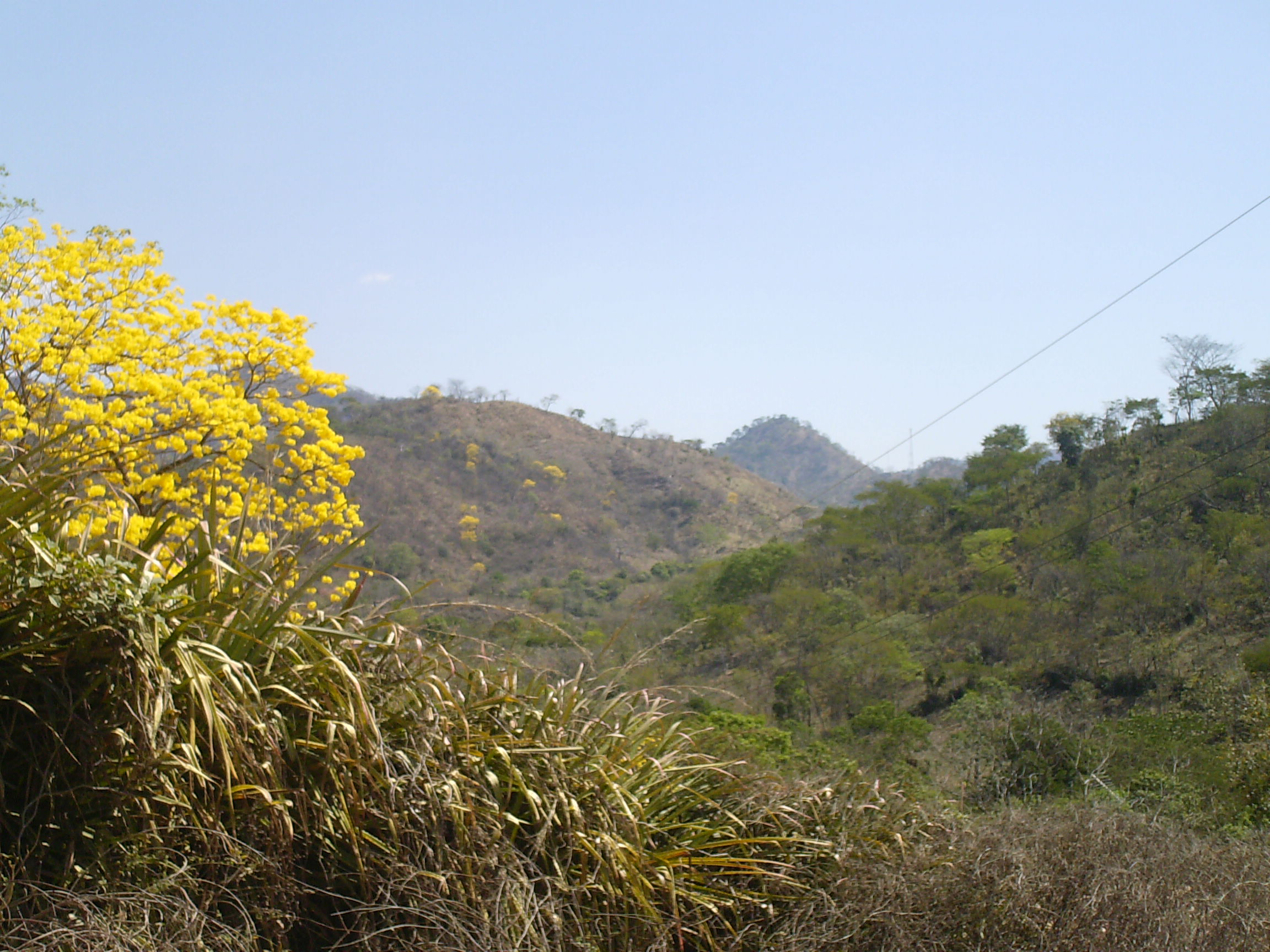

維吉尼亞（西班牙語：Virginia），是洪都拉斯的城鎮，位於該國西南部，由倫皮拉省負責管轄，始建於1889年，面積35.9平方公里，海拔高度296米，2001年人口2,666，人口密度每平方公里74.26人。
14°1′N 88°34′W / 14.017°N 88.567°W